# 964 (číslo)
Devět set šedesát čtyři je přirozené číslo. Římskými číslicemi se zapisuje CMLXIV a řeckými číslicemi ϡξδ´. Následuje po čísle devět set šedesát tři a předchází číslu devět set šedesát pět.

## Matematika
964 je:
- Deficientní číslo
- Složené číslo
- Šťastné číslo
- Součet čtyř po sobě jdoucích prvočísel (233 + 239 + 241 + 251)

## Astronomie
- (964) Subamara je planetka hlavního pásu, kterou objevil v roce 1921 Johann Palisa
- NGC 964 je spirální galaxie v souhvězdí Pece

## Ostatní
- +964 je mezinárodní telefonní předvolba Iráku

## Roky
- 964
- 964 př. n. l.